# Cordylomera annulicornis
Cordylomera annulicornis là một loài bọ cánh cứng trong họ Cerambycidae.